# Where We Belong
«Where We Belong» es el segundo sencillo del álbum The Betrayed, el cuarto álbum de estudio de la banda de rock alternativo Lostprophets. Fue lanzado el 4 de enero de 2010. El vocalista Ian Watkins comentó a la revista Kerrang!: "Where We Belong puede sonar muy feliz y pegadizo, pero si realmente escucha las letras que podía estar diciendo que pertenecemos en el infierno." El sencillo alcanzó No. 32 en la parte superior Official UK 40 el 10 de enero de 2010. La pista fue descrito por la banda como su "carta de amor a estar en casa", después de haber escrito la canción después de regresar a su Gales natal después de la grabación en Los Ángeles.

## Listado de canciones
CD sencillo

Todas las canciones escritas y compuestas por Lostprophets. 
| CD Single |                                |          |  |
| N.º       | Título                         | Duración |  |
| 1.        | «Where We Belong» (radio edit) | 3:42     |  |
| 2.        | «Sunshine»                     | 4:40     |  |

iTunes UK Single
| iTunes UK Single |                                   |          |  |
| N.º              | Título                            | Duración |  |
| 1.               | «Where We Belong» (radio edit)    | 3:42     |  |
| 2.               | «Sunshine»                        | 4:40     |  |
| 3.               | «Where We Belong» (álbum versión) | 4:37     |  |

## Puesto
| Listas (2010)                  | Posiciones |
| ------------------------------ | ---------- |
| Reino Unido (UK Indie Chart)   | 3          |
| Reino Unido (UK Rock & Metal)  | 1          |
| Reino Unido (UK Singles Chart) | 32         |

## Personal
- Ian Watkins - voz principal
- Jamie Oliver - de piano, teclado, muestras, voces
- Lee Gaze - guitarra principal
- Mike Lewis - guitarra rítmica
- Stuart Richardson - guitarra baja
- Ilan Rubin - tambores, percusión (grabación)
- Luke Johnson - batería, percusión (video musical)